# Wolfgang Kilian
Wolfgang Kilian (1581 Augsburg – 1663 Augsburg) byl německý rytec. Kromě jiných portrétů se proslavil tvorbou portrétů vévodů bavorských, saských a arcivévodů rakouských.

## Život a dílo
Narodil se v rodině zlatníka Bartoloměje Kiliána. Měl staršího bratra, grafika Lucase Kiliana. Matka Marie, rozená Pfeifflmannová, se po otcově smrti roku 1588 provdala za rytce a malíře Domenicuse či Dominika Custose. Ten vyučoval Lucase i Wolfganga v rytectví. Oba se z rodného Augsburgu vydali na studijní cesty do jižní Evropy, hlavně do Itálie.
V Augsburgu studoval a kopíroval Tintoretta, Paolo Veronesa, Jacopa Bassana a Paolo Farinata. Pobýval v Mantově, Miláně, Benátkách a v Římě. Po návratu do Augsburgu založil nakladatelství, tvořil často s bratrem Lucasem a pracoval pro vydavatelství svého otčíma. Věnoval se ilustracím, architektonickým studiím a dochoval také jeho plán města Augsburgu.
K jeho významným pracím patří „Mír kurfiřta Falckého“ nebo pro českou oblast velmi zajímavý portrét Viléma Slavaty z Chlumu a Košumberka. V českých sbírkách je zastoupen mj. také portrétem Merqarta Fuggera, který vytvořil s bratrem.

## Pokračovatelé
Ze 6 synů a 9 dcer jen tři děti dosáhly dospělosti. Z nich Johann Baptist Kilian se stal zlatníkem a Filip s Bartolomějem jako rytci pokračovali v profesi a v dílně svého otce.